# Bâtiment du Landtag du Liechtenstein
Le bâtiment du Landtag (en allemand : Landtagsgebäude) est le siège du Landtag de la principauté du Liechtenstein, son parlement monocaméral. Situé à Vaduz il est inauguré en 2008 et est conçu par l'architecte allemand Hansjörg Göritz. Il se compose de trois parties : la maison haute, la maison de liaison et la maison longue (respectivement en allemand : Hohes Haus, Verbindendes Haus et Langes Haus).

## Emplacement
Le bâtiment du Landtag est situé au centre de Vaduz sur la Peter-Kaiser-Platz. Au sud de l'édifice se dresse le bâtiment du gouvernement (Regierungsgebäude), tandis qu'au nord se trouve la maison de l'administrateur (Verweserhaus), aujourd'hui utilisée par le Musée nationale du Liechtenstein.

## Historique

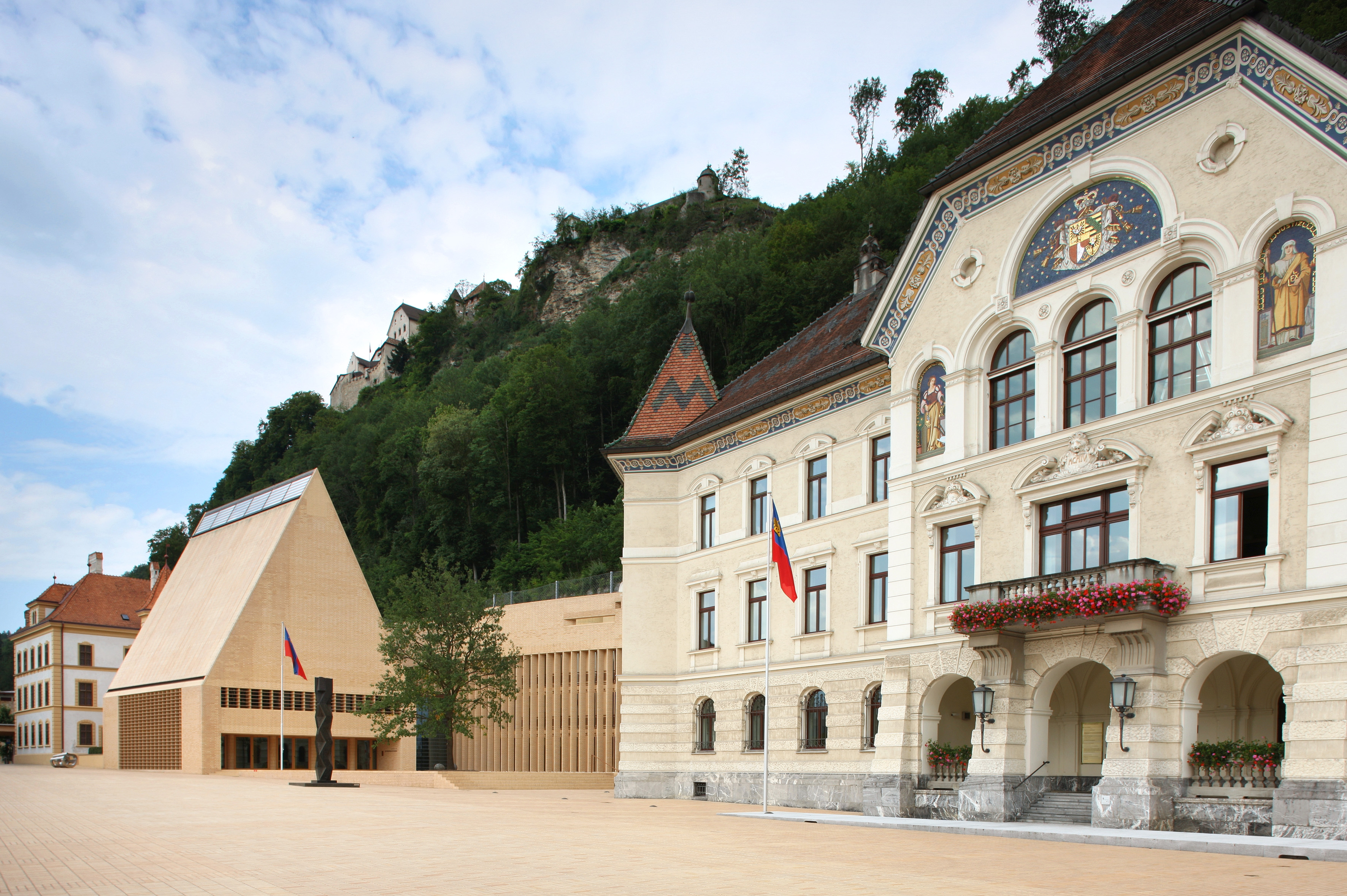
Les lieux de réunions du Landtag : Le bâtiment du gouvernement (à droite), le bâtiment du Landtag (au milieu à gauche) et la maison de l’administrateur (en bas à gauche).

Le Landtag en tant qu'institution est créé par la constitution de 1818. Il tient au départ ses sessions dans différents bâtiments : de 1818 à 1862, le Landvogtei — plus tard la maison de l'administrateur — lui sert de siège, et de 1862 à 1867, il se réunit dans l'ancienne auberge Kirchtaler (aujourd'hui Vaduzerhof). Entre 1866 et 1867, le premier bâtiment du Landtag est finalement construit, les réunions de l'assemblée s'y tiennent de 1868 à 1905.
Avec l'inauguration du bâtiment du gouvernement en 1905, le Landtag s'installe dans une salle dédiée au deuxième étage du nouvel édifice. Cependant, en raison de deux rénovations, entre 1969 et 1970 ainsi qu'entre 1989 et 1995, le bâtiment du gouvernement devient inutilisable, de sorte que le Landtag se réunit dans la Rheinbergerhaus, la maison natale du compositeur Josef Rheinberger.

## Construction
En avril et novembre 1998, le Landtag a approuvé un prêt d'engagement de 36 millions de francs suisse (CHF) pour la construction d'un bâtiment du Landtag au centre de Vaduz. Par la suite, un concours est lancé pour le projet jusqu'en décembre 2000, qui est finalement remporté par l'architecte allemand Hansjörg Göritz. En décembre 2002, les travaux de construction débutent avec la sécurisation des fouilles, et à partir d'avril 2004 suit la construction des bâtiments. Le 15 février 2008, l'ouverture officielle du bâtiment est célébrée et le 21 février, le Landtag se réunit pour la première fois dans le nouveau bâtiment.
Le coût de l'ensemble s'élève à environ 42,2 millions de CHF, avec plus d'un million de blocs de klinker, 600 tonnes d'acier et 5 800 mètres cubes de béton installés.

## Structure

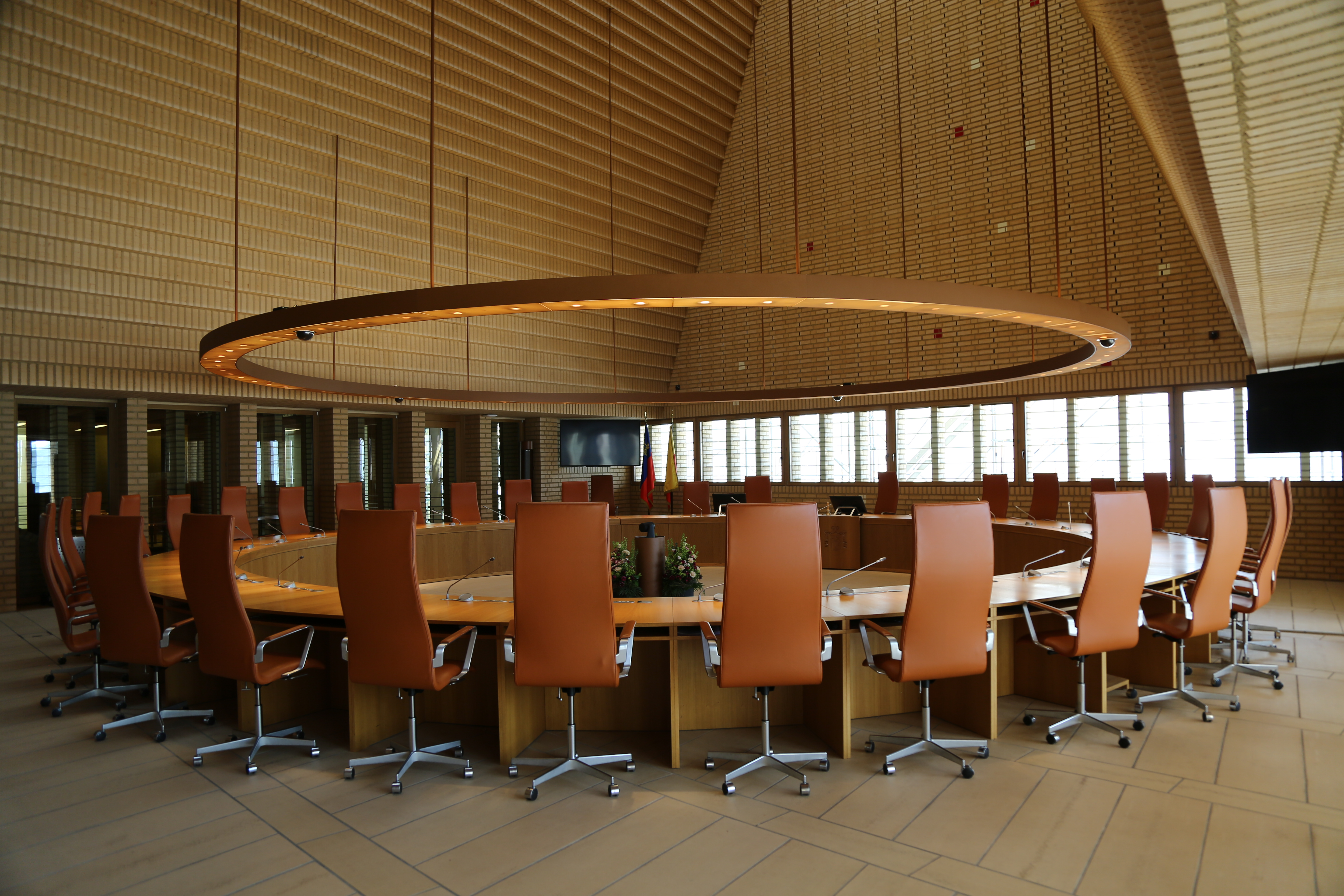
La salle plénière.

Le bâtiment du Landtag se compose des trois parties : la maison haute (Hohes Haus), la maison longue (Langes Haus), et la maison de liaison (Verbindendes Haus), cette dernière partie servant à la connexion structurelle des deux autres parties du bâtiment.

### Maison haute
La pièce maîtresse de la maison haute est la salle plénière où se déroulent les réunions du Landtag. Les 25 députés du Landtag — ainsi que les cinq membres du gouvernement ainsi que le secrétariat du Landtag — trouvent tous leur place à une seule table ronde, ce qui représente une disposition unique de sièges pour un parlement national en Europe. La salle plénière elle-même mesure environ 19 mètres de haut.
Dans la partie inférieure de la maison haute se trouve l'entrée principale avec le hall d'entrée, il est orné d'un tapis bleu lors de visites et d'occasions importantes. En revanche, à l'entrée du bâtiment du gouvernement, un tapis rouge est posé lors d'occasions et de visites importantes.

### Maison longue

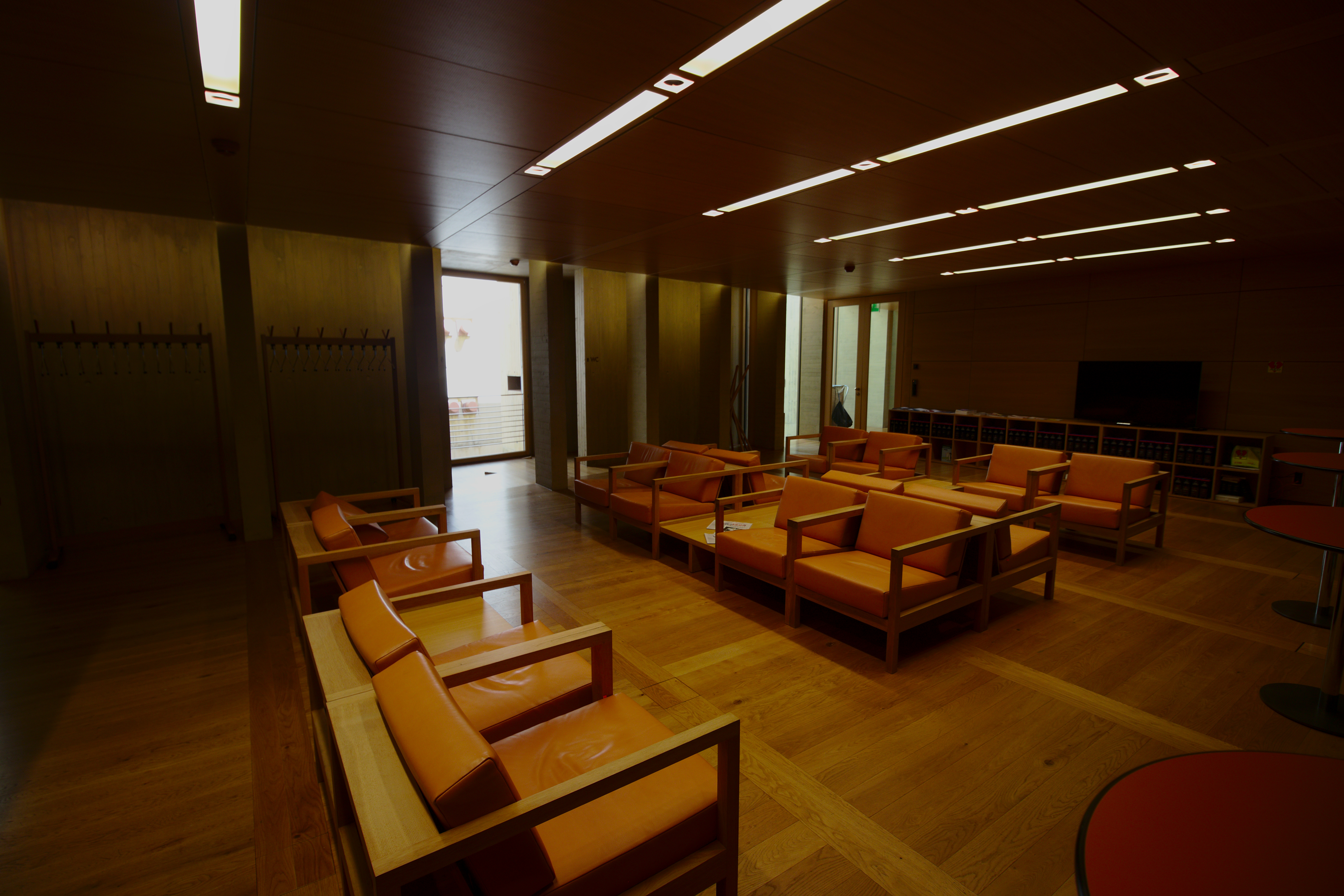
Salon dans la maison longue.

La maison longue abrite diverses salles de réunion et salons pour les députés et employés du Landtag. Au sous-sol se trouvent deux salles de réunion, les archives de l'assemblée, une bibliothèque et une cafétéria. Un salon est aménagé au premier étage, dans lequel les députés peuvent se retirer pendant les pauses. Les bureaux du secrétariat d'État composé de six personnes sont également situés au premier étage. Les salles des groupes parlementaires des partis représentés au Landtag ainsi que les bureaux du président et du vice-président de l'assemblée sont situés au deuxième étage. Le bâtiment est complété par une terrasse sur le toit, qui peut être convertie en espace de bureau supplémentaire en cas de nécessité.

### Centre national de commandement
En dessous de la Peter-Kaiser-Platz se trouve un parking de plus de 50 places. Un centre national de commandement d'environ 500 mètres carrés est également construit à cette hauteur. Dans celui-ci le gouvernement peut se retirer avec d'autres représentants des différentes organisations de secours lors de situations exceptionnelles, afin de pouvoir continuer à coordonner depuis le centre les secours en cas de catastrophe.

## Galerie

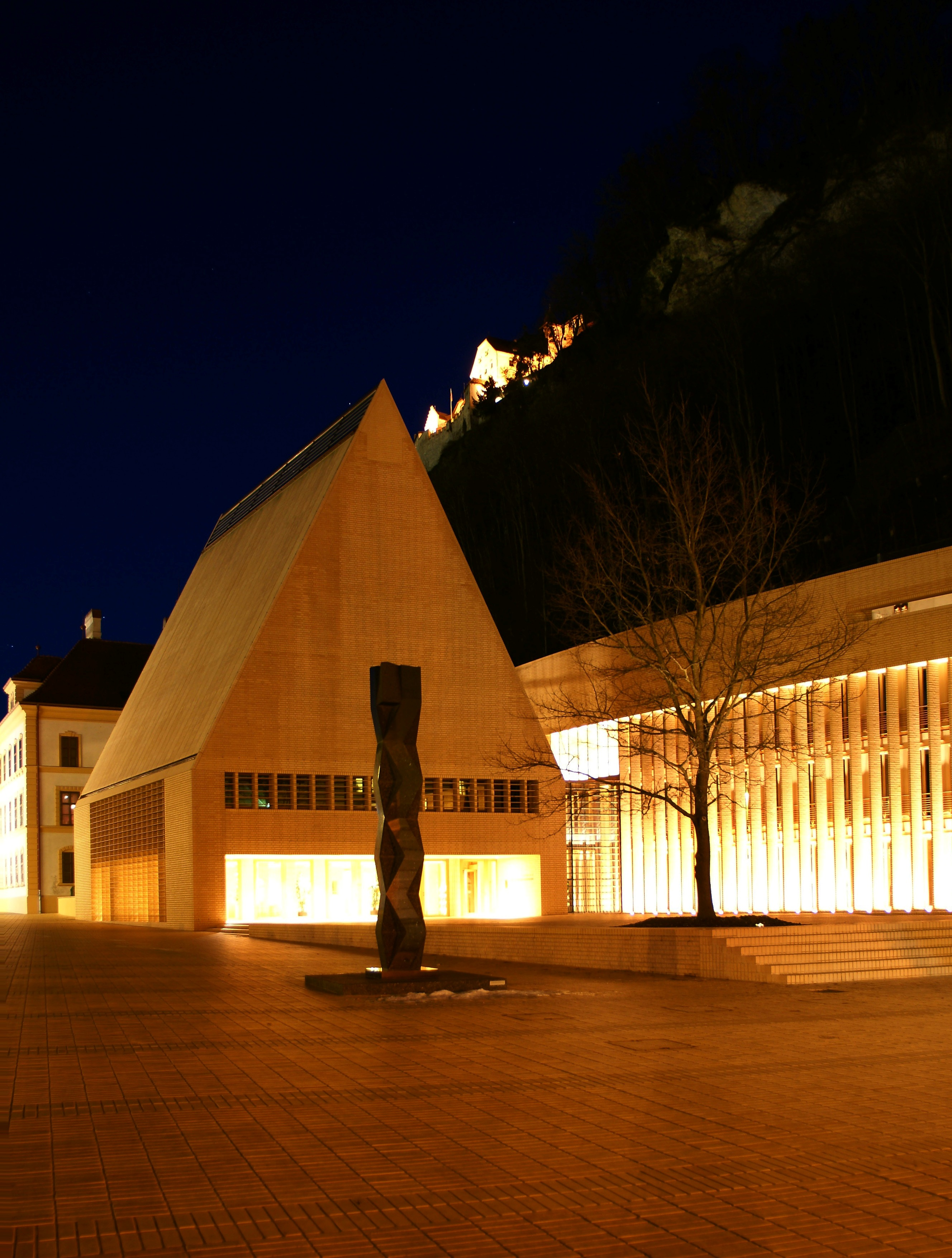
Maison haute et longue le soir.
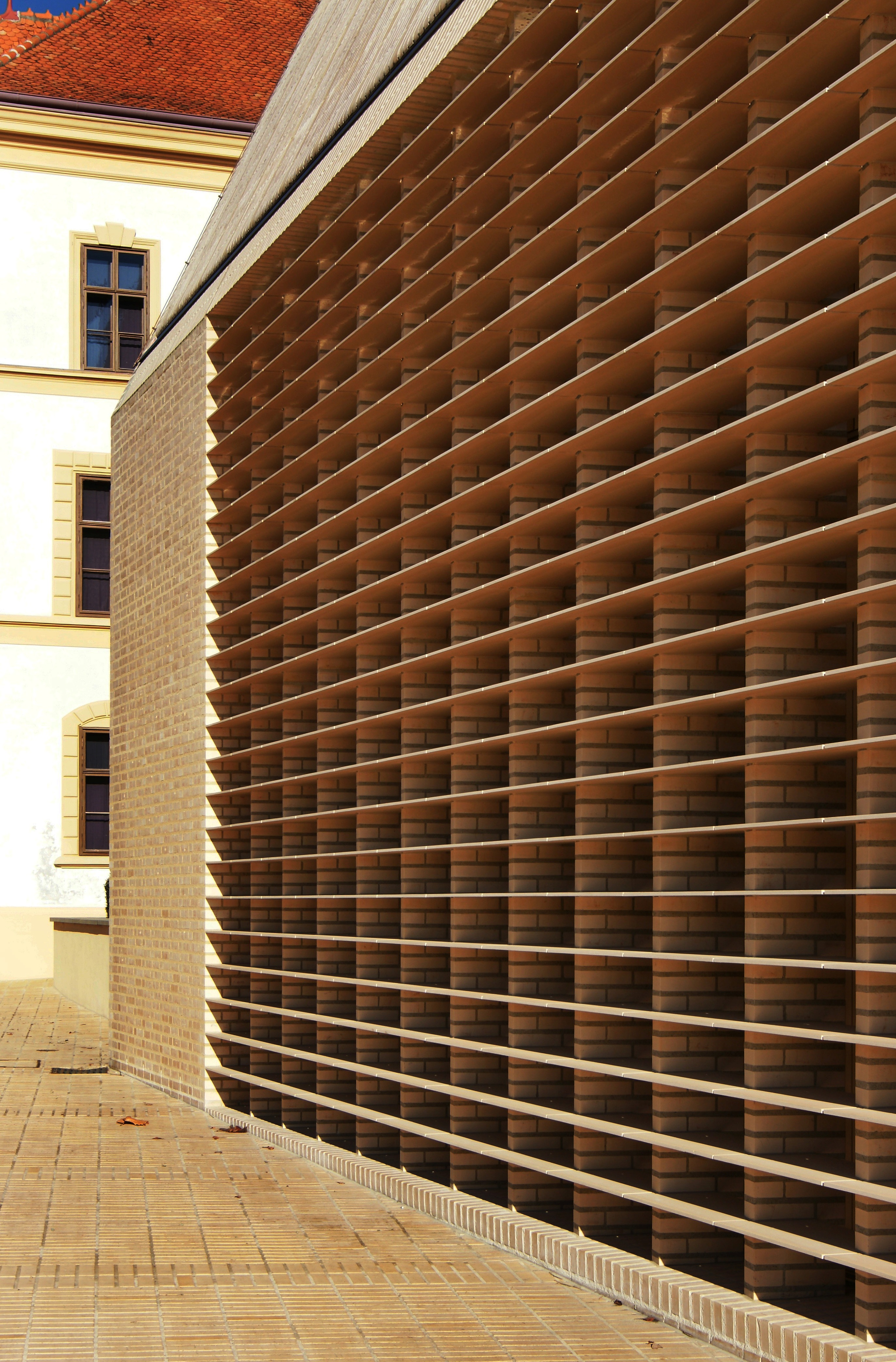
Façade sur le côté ouest de la maison haute.
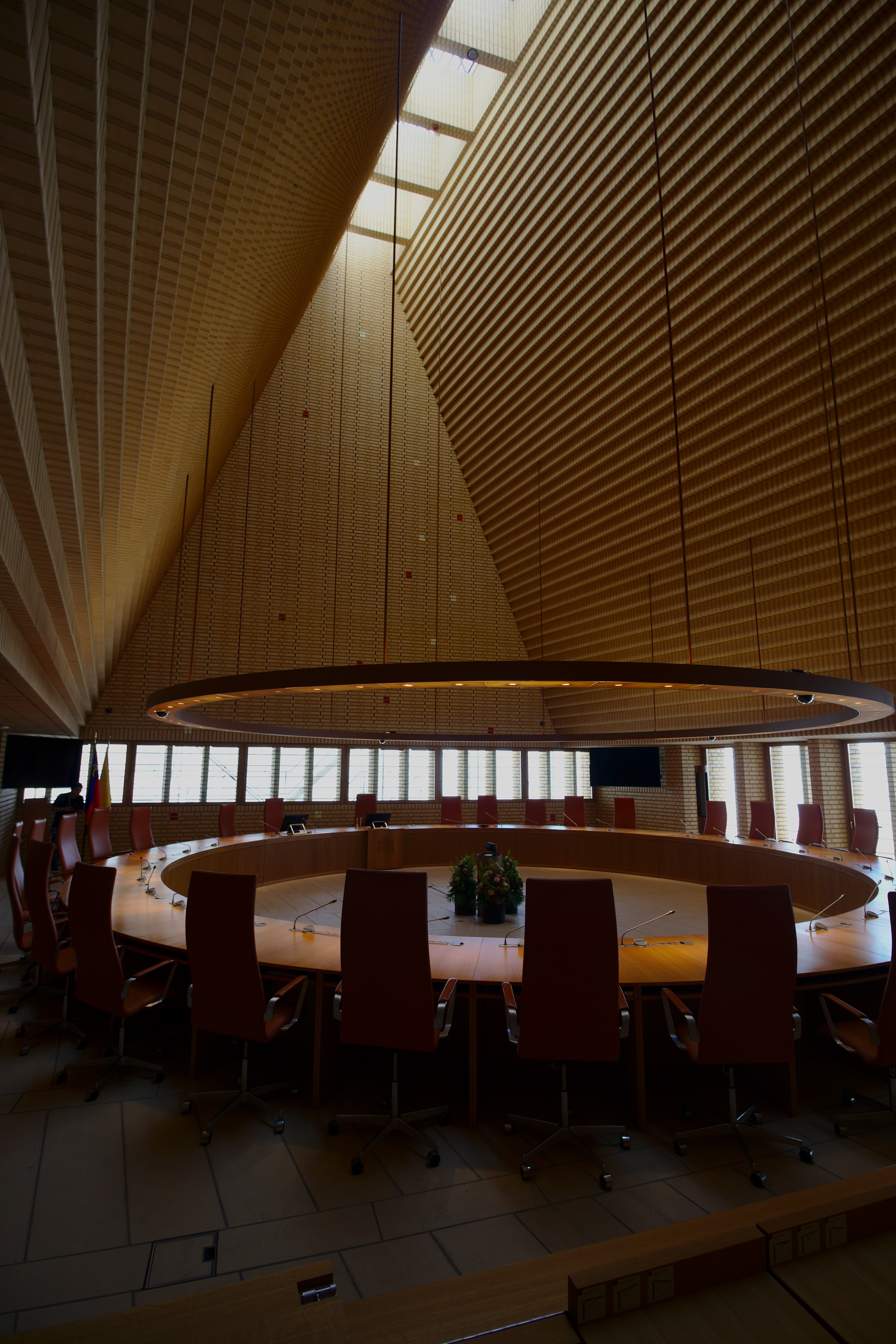
Le toit escarpé avec puits de lumière dans la salle plénière.
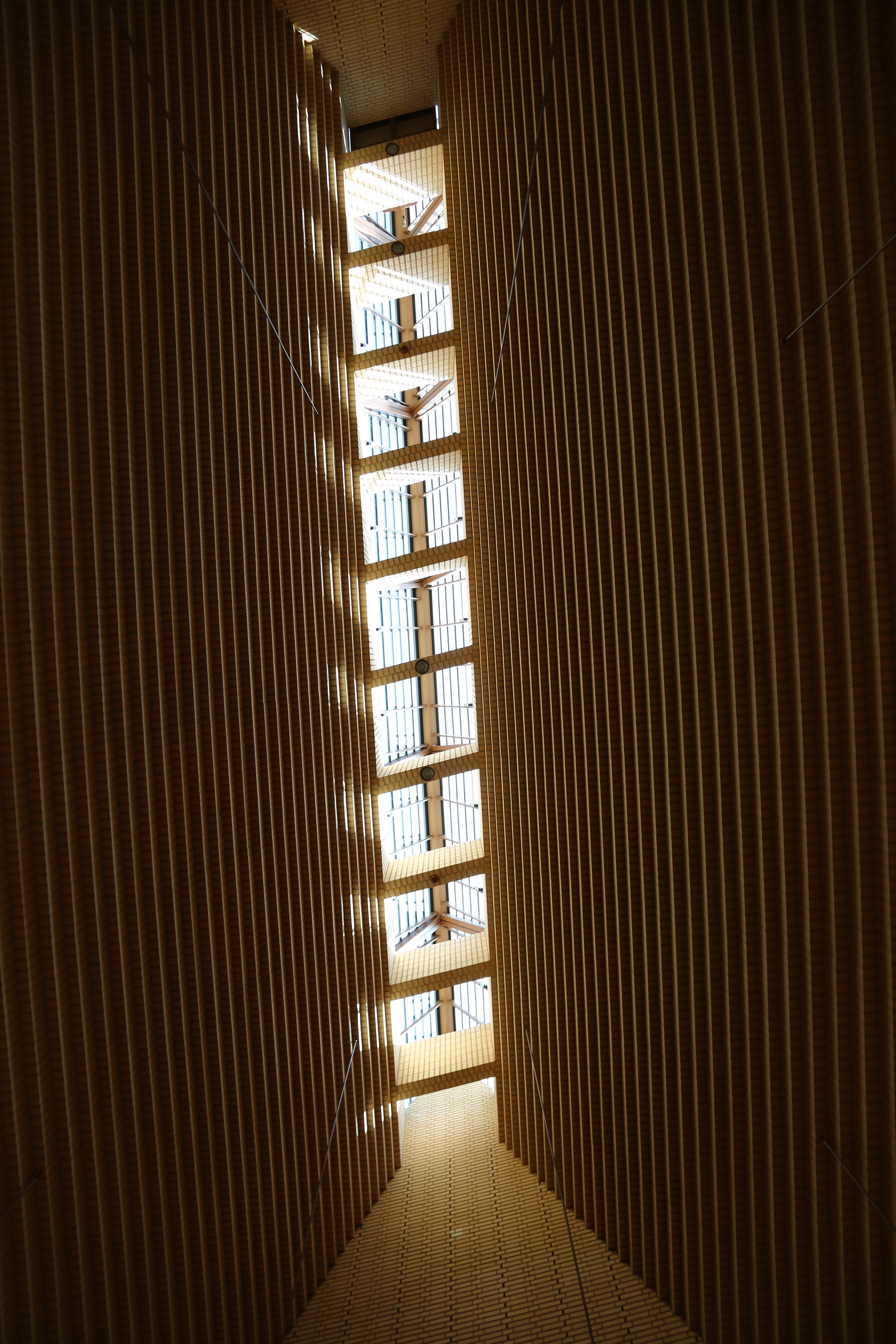
Lucarne sur toute la longueur de la salle plénière.
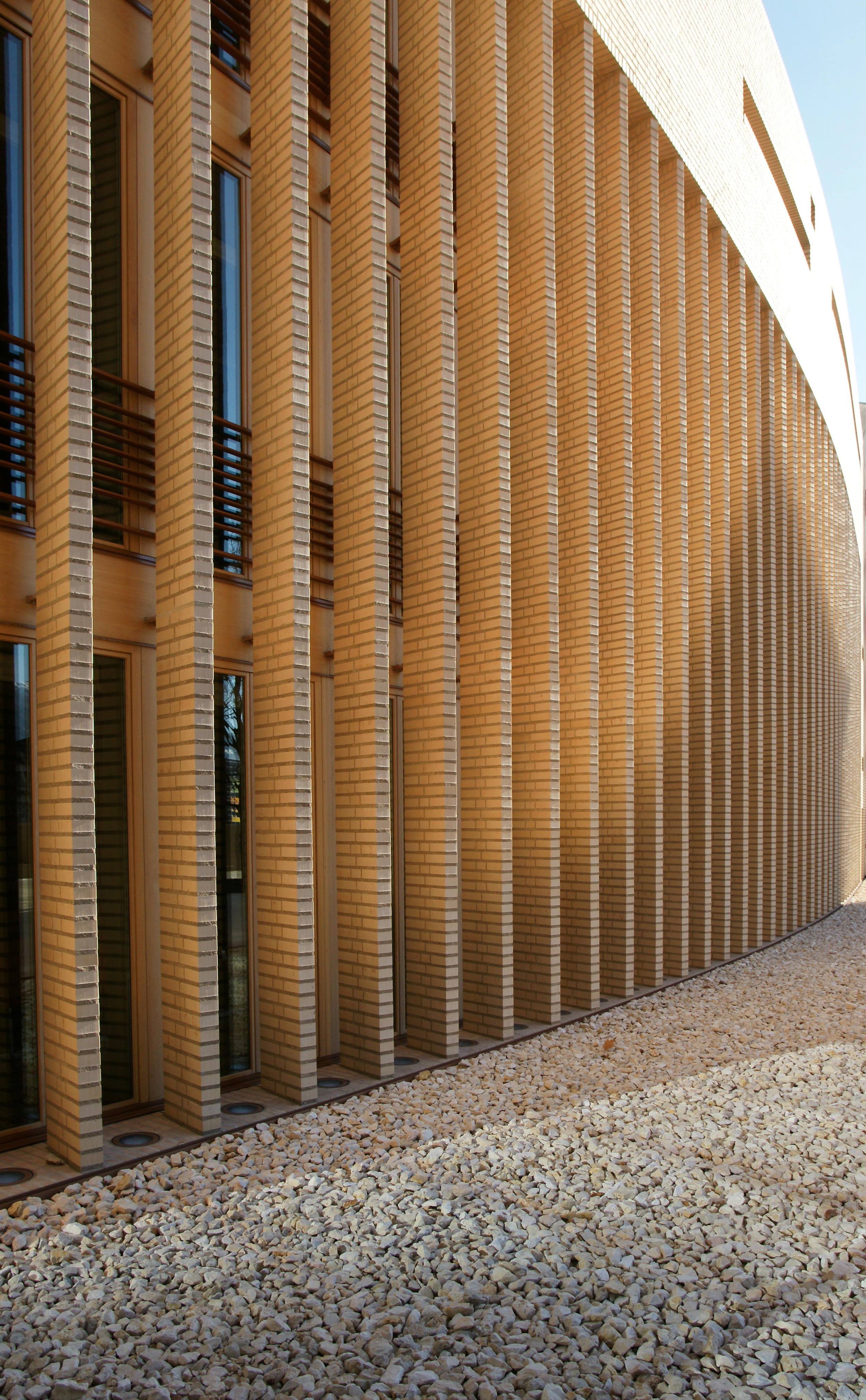
Côté ouest de la maison longue.
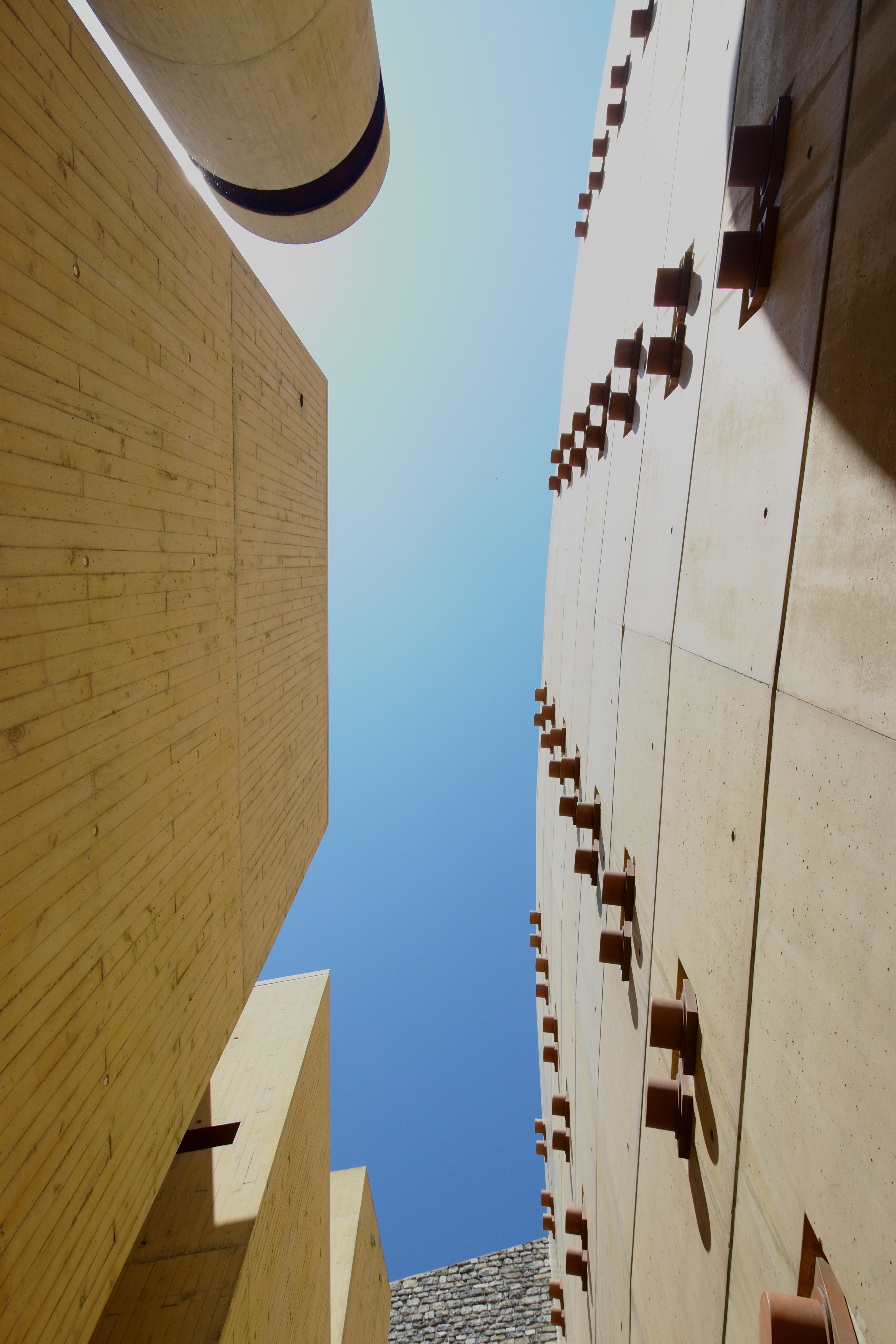
Sécurisation des pentes derrière la maison longue.